# اشبری لاتیمر
اشبری لاتیمر (به انگلیسی: Asbury Churchwell Latimer) سناتور سابق عضو حزب دموکرات ایالات متحده آمریکا بود. وی در سال ۱۹۰۳ تا ۱۹۰۸ میلادی سناتور ایالت کارولینای جنوبی در سنای ایالات متحده آمریکا بود.